# Tyler Redenbach
Tyler Redenbach (* 25. září 1984, Melville, Kanada) je kanadský hokejista. Hraje na postu útočníka. Od sezony 2019/20 hraje za tým Oji Eagles (Japonsko)

## Hráčská kariéra
- 2000/2001 North Kamloops Lions AAA
- 2001/2002 Prince George Cougars WHL
- 2002/2003 Prince George Cougars WHL, Swift Current Broncos WHL
- 2003/2004 Swift Current Broncos WHL
- 2004/2005 Swift Current Broncos WHL, Lethbridge Hurricanes WHL
- 2005/2006 Providence Bruins AHL
- 2006/2007 Providence Bruins AHL, San Antonio Rampage AHL, Phoenix Roadrunners ECHL
- 2007/2008 Arizona Sundogs CHL, San Antonio Rampage AHL, Grand Rapids Griffins Loan AHL
- 2008/2009 Odense Bulldogs (Dánsko)
- 2009/2010 SaiPa Lappeenranta (Finsko)
- 2010/2011 SaiPa Lappeenranta (Finsko)
- 2011/2012 EHC Olten NLB (Švýcarsko), IFK Helsinky (Finsko)
- 2012/2013 IFK Helsinky (Finsko), Pelicans Lahti (Finsko)
- 2013/2014 Pelicans Lahti (Finsko)
- 2014/2015 Pelicans Lahti (Finsko), HC Davos NLA	(Švýcarsko)
- 2015/2016 HC Dynamo Pardubice
- 2016/2017 HC Dynamo Pardubice, HC Oceláři Třinec
- 2017/2018 Tappara Tampere (Finsko), Bílí Tygři Liberec
- 2018/2019 Bílí Tygři Liberec
- 2019/2020 Ódži Eagles (Japonsko)